# تادمية (تاكنتشة)
تادمية هو دُوَّار يقع بجماعة ويزغت، إقليم بولمان، جهة فاس مكناس في المملكة المغربية. ينتمي الدوّار لمشيخة تاكنتشة التي تضم 6 دواوير. يقدر عدد سكانه بـ 318 نسمة حسب الإحصاء الرسمي للسكان والسكنى لسنة 2004.

## روابط خارجية
- البوابة الوطنية للجماعات الترابية نسخة محفوظة 12 مارس 2018 على موقع واي باك مشين.
- المندوبية السامية للتخطيط